# Canhão da Nazaré
O Canhão da Nazaré ou Cana da Nazaré é um desfiladeiro submarino  de origem tectónica situado ao largo da costa da Nazaré na região Oeste de Portugal, relacionado com a falha da Nazaré-Pombal, começa a definir-se a cerca de 500 metros da costa. Considerado por muitos o maior da Europa, separa a costa da Península Ibérica na direção este-oeste desde a plataforma continental, numa extensão de cerca de 211 km começando a uma profundidade de 50 metros até à planície abissal Ibérica onde atinge profundidades na ordem dos 5 000 metros.

## Secções do canhão de Nazaré

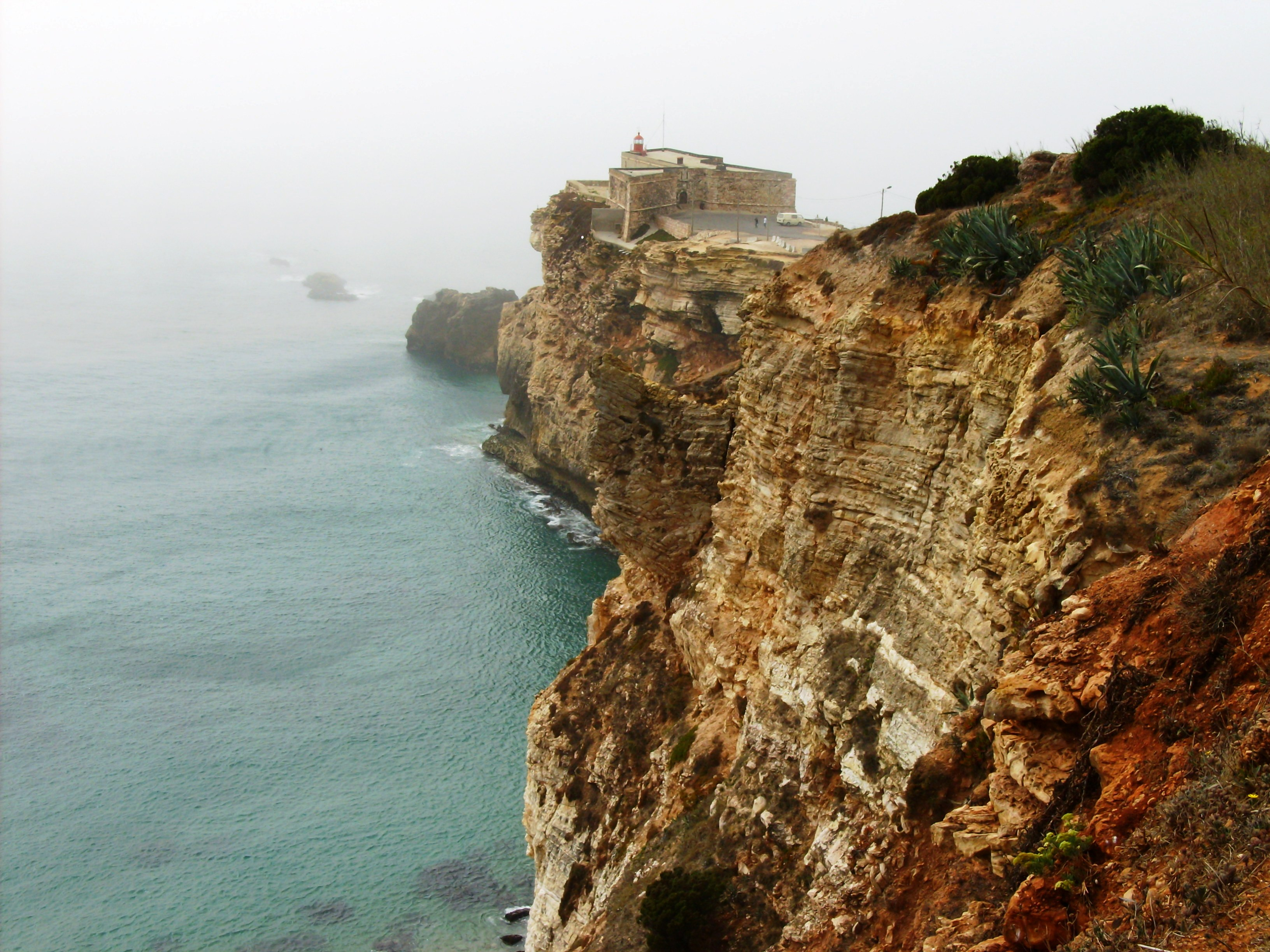
Forte de São Miguel Arcanjo, Nazaré

Dependendo das regiões que atravessa, é possível distinguir três secções do Canhão da Nazaré. A secção inicial que se estende até ao bordo da plataforma continental, encontra-se a menos de 1 km de Nazaré e estende-se até 60 km ao largo, composto por ravinas e forma de V. A secção média do canhão, que corresponde à parte onde este rasga a vertente continental estende-se por 57 km, desde o bordo da plataforma até à base da vertente continental, a profundidades de 4 050 metros. Ao longo desta secção o canhão conserva ainda uma forma em V, muito sinuosa, apresentando grandes ravinas nas paredes junto à parte mais profunda que define o seu eixo (chamada de talvegue). A secção inferior é o extremo mais profundo do canhão, situada a profundidades superiores a 4 050 metros. No Canhão da Nazaré esta zona estende-se por cerca de 94 km. Aí a parte central do canhão – o talvegue – perde as suas características abruptas das secções menos profundas, transitando de um perfil em V para um fundo plano e pouco sinuoso. Aos 4 970 metros, a 211 km da cabeceira, o canhão atinge a planície abissal Ibérica.

## Fenómenos e dinâmica
O Canhão de Nazaré também funciona como um polarizador de ondulações. As ondas conseguem viajar a uma velocidade muito maior pela falha geológica, chegando na costa praticamente sem dissipação de energia. A Praia do Norte, na vila de Nazaré, apresenta consistentemente ondas significativamente maiores do que o restante da costa portuguesa por conta do Canhão de Nazaré. As correntes predominantes de norte funcionam como condutas sedimentares, ao longo das quais há intensificação dos processos de transporte de partículas entre a zona costeira e o domínio profundo do mar, o transporte de matéria particulada (sedimentos) ao longo de todo o canhão parece eficiente. Este desfiladeiro submarino provoca grandes alterações ao nível do trânsito sedimentar litoral, uma vez que este vale é um autêntico sumidouro para os sedimentos provenientes de norte, da deriva litoral, o que justifica a inexistência de grandes extensões de areia nas praias a sul da Nazaré.
A importância e o interesse pelo fenómeno natural levaram o Instituto Hidrográfico (IH), em colaboração com a Câmara Municipal da Nazaré, a instalar uma exposição que ilustra o conhecimento adquirido com a investigação feita na área. O Centro Interpretativo do Canhão da Nazaré, instalado numa das salas do forte, oferece aos visitantes a possibilidade de ler e observar vários cartazes, uma maqueta tridimensional do vale submarino e ainda imagens e informação sobre o submarino alemão U-963, afundado ao largo da Nazaré no final da Segunda Guerra Mundial.

## Importância económica
O Canhão da Nazaré gera a afluência à superfície de águas ricas em nutrientes e plâncton, permitindo a presença de uma fauna bastante rica em espécies de interesse comercial. Tem vindo a ser alvo de vários estudos por parte da Marinha Portuguesa, e várias outras instituições, nacionais e estrangeiras, com o objetivo e como argumento para expansão da "Zona Económica Exclusiva Portuguesa" (ZEE). Recentemente os pesquisadores encontraram, por exemplo, um tubarão a 3 600 metros de profundidade, assim como diversas colónias de corais.

### Surf no Norte do Canhão
No dia 1 de novembro de 2011, o surfista havaiano, Garrett McNamara surfou (na região conhecida como Norte do Canhão), uma onda medida pelo Billabong XXL Global Big Wave Award de 2011 com 78 pés, entrando para Guiness Book of Records, mostrando como o canhão de Nazaré tem potencial para a prática de tow-in em ondas gigantes. Mais uma vez no dia 28 de janeiro de 2013, o surfista havaiano, Garrett McNamara surfou uma onda calculada em 34 m (112 ft) para bater o seu recorde anterior, já considerada a maior de sempre, segundo o Guinness. Os especialistas mediram essa onda em trinta metros, mas a medição não é oficial pois McNamara a retirou do concurso. No dia 28 de outubro de 2013, o surfista veterano, Carlos Burle surfou uma onda para bater o recorde anterior de 2011.
Em 2016 a praia do Norte foi palco de uma das etapas do Liga Mundial de Surfe, como o Nazaré Challenge, que foi ganha pelo australiano Jamie Mitchell.
O atleta brasileiro Rodrigo Koxa teve a sua onda surfada oficializada como a maior da história no dia 8 de novembro de 2017.
O surfista Márcio Freire, de 47 anos, de nacionalidade brasileira morreu em 5 de janeiro de 2023 na Praia do Norte, na Nazaré, enquanto praticava surf de tow-in.